# Subaru World Rally Team

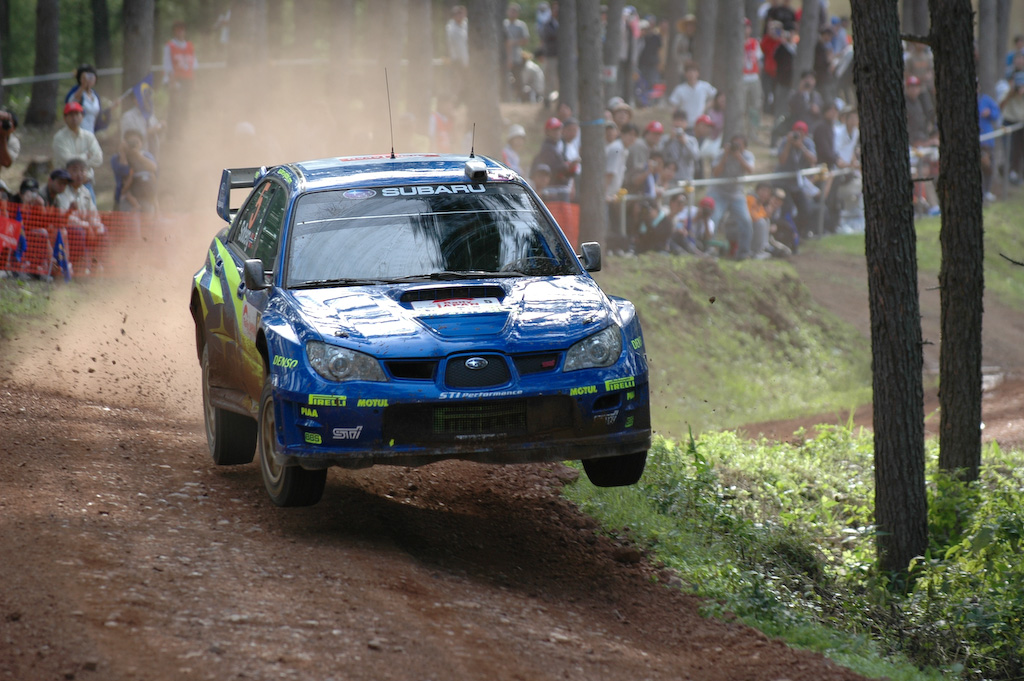
La Subaru Impreza WRC di Petter Solberg, ultimo dei tre diversi campioni del mondo Subaru

Il Subaru World Rally Team è stato il reparto corse ufficiale della Subaru che ha partecipato al campionato del mondo rally dal 1980 al 2008, vincendo tre titoli marche ed altrettanti piloti.

## Storia
Il team partecipò dal 1980 al 1988 con la Subaru Leone, senza mai ottenere risultati di rilievo, nell'89 venne sostituita dalla Subaru Legacy, che però non migliorò di molto la situazione del team; tuttavia il team riuscì finalmente ad ottenere la prima vittoria nel 1993, grazie al mitico Colin McRae, il 93 fu anche l'anno in cui si pensò di sostituire la Legacy (ormai vecchia e obsoleta) con la nuova Subaru Impreza con le restanti gare del campionato 1993 usate come test per la nuova vettura. Nel 1994 la
Impreza debuttò finalmente nel WRC e Carlos Sainz sfiorò il titolo mondiale, perdendolo solo all'ultima gara contro la Toyota di Didier Auriol. L'anno successivo fu l'unico nella storia del Subaru world rally team in cui vennero vinti sia il titolo piloti che costruttori, il primo grazie a Colin McRae che batté all'ultima gara Carlos Sainz, e il secondo vinto grazie alla squalifica delle Toyota e agli ottimi risultati di entrambi i piloti, che in un anno collezionarono 5 vittorie in 8 gare. La Subaru negli anni successivi vinse ancora nel 1996 e 1997 il titolo costruttori, mentre quello piloti in entrambe le occasioni sfugge alla scuderia per pochissimo. Altri titoli furono conquistati grazie a Richard Burns nel 2001, e Petter Solberg nel 2003. Il team ottenne risultati degni di nota fino al 2005, da lì in poi invece il team ebbe una crisi di risultati che spinsero il team a ritirarsi alla fine del 2008, dopo una partecipazione nel WRC durata ben 29 stagioni e un palmarès di 47 vittorie, 3 titoli 
piloti e 3 costruttori.

## Palmarès

### Campionato del mondo rally
- 3 Campionati del mondo marche (1995, 1996 e 1997)
- 3 Campionati del mondo piloti con Colin McRae (1995), Richard Burns (2001) e Petter Solberg (2003)
- 2 Campionato europeo rally con Krzysztof Hołowczyc (1997) e Andrea Navarra (1998)
- 3 Campionato Italiano Rally (1997, 2004 e 2005)